# Anna Wohlgemuth
Anna Wohlgemuth, geborene Stahel (* 28. Oktober 1831 in Burgwallbach; † 19. Oktober 1908 in Rosenheim) war eine deutsche Schriftstellerin.

## Leben
Ihr Vater war Oberförster. Ihre schulische Ausbildung erhielt sie im Ursulinenkloster Würzburg. Nach dem Tode ihrer Eltern heiratete sie einen Kaufmann, ließ sich aber nach kurzer Ehe wieder scheiden, wobei sie ihr Vermögen einbüßte. Nach verschiedenen Ortswechseln zog sie 1897 nach Rosenheim, wo sie als Korrespondentin für den Rosenheimer Anzeiger arbeitete. Zugleich übernahm sie auch die Korrespondenz für das Allgäuer Anzeigeblatt.

## Werke
- Arthur und Helly. Jugend-Erzählung.[1]
- Der Edelknabe. Schauspiel mit Gesang in fünf Aufzügen. Mutze, Leipzig 1887.
- Der Holzgraf. Schauspiel. Leipzig 1887.[1]
- Der sibirische Zobeljäger. Schauspiel. 1887.[1]
- Die Geheimnisse des Lord. Novelle. Leipzig 1887.[1]
- Das Kleeblättchen vom Inn. Kinderkomödie und Erzählung. Seyfried, München 1890.
- Mutterliebe und Leben. Liedersammlung. Eckart, Stuttgart 1891.
- Der Stolzenhof. Novelle. Seyfried, München 1891.
- Der Stolzenhof. Volksstück. Rosenheim 1892.[1]
- Doktor Jansen. Erzählung aus dem Leben. Volger, Leipzig-Gohlis 1908.
- Gesammelte Dramatische Werke. Leipzig-Gohlis 1908.
- Der Königsvogel. Märchen. (Ohne weitere Angaben)[1]
- Der lateinische Bauer. Volksstück. (Ohne weitere Angaben)[1]
- Frau von Staël. Drama nach einem Roman von Amely Bölte. (Ohne weitere Angaben)[1]
- Gedichte. (Ohne weitere Angaben)[1]
- Wilhelm der Dichter. Schwank. (Ohne weitere Angaben)[1]